# Paraminabea indica
Paraminabea indica is een zachte koraalsoort uit de familie Alcyoniidae. De koraalsoort komt uit het geslacht Paraminabea. Paraminabea indica werd in 1905 voor het eerst wetenschappelijk beschreven door Thomson & Henderson. 